# Haloti Ngata
(en) Statistiques sur pro-football-reference
Etuini Haloti Ngata (né le 21 janvier 1984 à Inglewood) est un joueur américain de football américain.

## Enfance
Ngata étudie à la Highland High School de Salt Lake City dans l'Utah où il évolue pendant trois saisons comme titulaire à divers postes de la ligne défensive. Lors de sa dernière année, il fait cent tacles. Il est nommé joueur de l'année 2001 de l'État de l'Utah. Il est invité à jouer le U.S. Army All-American Bowl (en).
Il est classé comme une recrue cinq étoiles (le plus haut niveau de classification) et deuxième meilleur joueur du pays selon Rivals.com.
Il joue aussi pour l'équipe de rugby à XV de la Highland High School avec qui il remporte le titre de champion national. Il reçoit néanmoins un carton rouge lors de la finale.

## Carrière

### Université
Il décide d'entrer à l'université de l'Oregon, après avoir reçu des offres de l'université Brigham Young, du Nebraska, Texas (Aggies) et Washington. Il se blesse en 2003 sur un punt et déclare forfait pour le reste de la saison. Mais, après cette saison, il devient un des joueurs phares de la NCAA avec 107 tacles en 2004 et 2005 confondu ainsi que 17,5 tacles pour une perte de yards et 6,5 sacks. Lors de ses trois années à l'Oregon, il bloque sept coups de pied.

### Professionnel
Haloti Ngata est sélectionné au premier tour du draft de la NFL de 2006 par les Ravens de Baltimore au douzième choix. Il devient le deuxième joueur de l'université de l'Oregon à être sélectionné au draft par Baltimore, le premier étant Patrick Johnson au draft de 1998. Le 28 juillet 2006, il signe un contrat de cinq ans de quatorze millions de dollars. Lors de sa première saison en professionnel (rookie), il joue l'ensemble des matchs de la saison comme defensive tackle titulaire, faisant trente-et-un tacles, un sack et une interception. La saison suivante, il est déplacé au poste de defensive end et fait toute la saison comme titulaire, faisant soixante-trois tacles et trois sacks.
À partir de la saison 2007, il devient l'un des meilleurs joueurs de ligne défensif en NFL. En 2008, il s'essaye au poste de nose tackle où il confirme, restant une nouvelle fois titulaire lors de tous les matchs de la saison. En 2009, il revient au poste de defensive end et est sélectionné pour son premier Pro Bowl. En 2010, il surclasse les autres joueurs en faisant soixante-trois tacles et 5,5 sacks. Il est sélectionné dans l'équipe All-Pro de la saison 2010. Le 20 septembre 2011, il signe un nouveau contrat de cinq ans d'une valeur de soixante-et-un millions de dollars.
Il commence la saison 2011 comme nose tackle, revenant à ce poste qu'il a occupé durant la saison 2008.
En mars 2015, il signe aux Lions de Détroit.

## Palmarès
- Vainqueur du Super Bowl XLVII
- Équipe All-Pro de la saison 2010
- Seconde équipe All-Pro de la saison 2008 et 2009.
- All-American universitaire 2005
- All-American lycéen 2001